# آيفون 5 إس
آيفون 5 أس (بالإنجليزية: iPhone 5S)‏ هو هاتف ذكي ذو شاشة تعمل باللمس من إنتاج شركة أبل. طرح في السوق في 20 سبتمبر 2013 ، ويتميز باحتوائه على معالج بيانات أسرع بمرتين من آيفون 5 وكذلك كاميرا فائقة الحساسية تفوق ما لدى النسخة السابقة بنحو 15 بالمائة، كما تسمح للمرة الأولى بتسجيل فيديو بحركة بطيئة. وله ميزة التعرف على بصمة الأصبع لفتح الجهاز وتحميل البيانات  ، ويحمل الهاتف معالجاً جديداً A7 حيث سيكون أول معالج 64 بت، كما أن المعالج يعمل على زيادة سرعة الرسومات بنسبة 65% وسرعة الهاتف بنسبة 40%.

## التصميم
يتميز هذا الجهاز:
- بآلة كاميرا عالية السرعة تعمل بـ120 اطار بالثانية وبسعة 8 ميجابكسل
- ويصور الفيديو بـ120 اطار في الثانية و بـ1080p
- يحتوي على جهاز بصمة للزر الرئيسي لأجل حمايته.
- يتميز بشريحة M7 و A7
- هو أول هاتف ذكي بمعالج 64 بت
- باستطاعته تشغيل شبكة الجيل الرابع
- مساحة الشاشة 4.0 انش

## مواصفات هاتف ايفون 5 اس
- يدعم الهاتف العمل علي شبكة أتصال 2G , 3G , 4G
- وزن الهاتف 112 جرام
- ابعاد الهاتف 123.8 × 58.6 × 7.6 مم.
- مقاس الشاشة 4.87 بوصة
- يعمل بنظام حماية للشاشة (كورنينج غوريلا)
- الكاميرا الخلفية 8 ميجا بيكسل بفتحة عدسة f/2.2
- الكاميرا الأمامية 1.2 ميجا بفتحة عدسة f/2.4
- سعة البطارية 1560 ميللي أمبير
- فلاش خلفي مزدوج LED [4]

## نظام التشغيل
نظام التشغيل هو النظام الأصلي الخاص ب ايفون 5 اس وهو آي أو إس 7.1.1 . ويمكن القيام بعملية تحديثه ليصبح على نظام أي أو اس 12.5.7(آخر تحديث)

## الإكسسوارات
شاحن 5V
كابل USB
سماعات الرأس (EARPODS)